# Чорногузьке газове родовище
Чорногузьке газове родовище — належить до Більче-Волицького нафтогазоносного району Передкарпатської нафтогазоносної області Західного нафтогазоносного регіону України.

## Опис
Розташоване в Чернівецькій області на відстані 2 км від м. Вижниця.
Приурочене до південно-східної частини Косівсько-Угерської підзони Більче-Волицької зони. Чорногузька структура виявлена в 1970 р. У межах родовища виділяються 3 локальні структури субмеридіального та північно-західного простягання, складені баденськими та сарматськими утвореннями. Півн.-зах. з них — Чорногузька складка. З півночі боку вона обмежена поперечним скидом. інші структури являють собою 2 куполи на одній антиклінальній лінії. Загальний розмір системи структур 12х4 м, амплітуда 100 м. 
Перший промисловий приплив газу отримано з баденських відкладів з інт. 903-910 м у 1982 р. 
Поклади пластові, склепінчасті, тектонічно екрановані або пластові, літологічно обмежені. 
Експлуатується з 1983 р. Режим Покладів газовий. Запаси початкові видобувні категорій А+В+С1: газу — 593 млн. м³.